# Веберзинке, Амадей
Амадей Веберзинке (нем. Amadeus Webersinke; 1 ноября 1920 года, Эгерсдорф (ныне в составе города Ческа-Липа, Чехия — 15 мая 2005 года, Дрезден) — немецкий пианист, органист, клавесинист и педагог.

## Биография
В 1938—1940 годах учился в лейпцигском Институте церковной музыки у Карла Штраубе, Иоганна Непомука Давида и Отто Вайнрайха. С 1946 года — доцент в Лейпцигской Высшей школе музыки (по классу фортепиано , с 1953 года профессор), а с 1966 года — в Дрезденской Высшей школе музыки. В 1940-е годы преимущественно органист, в 1950 году разделил с Карлом Рихтером первую премию Международного конкурса имени И. С. Баха. Известен как исполнитель клавирных и органных сочинений И. С. Баха, сонат и концертов Л. Бетховена. С середины 1950-х гг. главным образом пианист.
Гастролировал в Болгарии, Венгрии, Польше, Румынии, Чехословакии, Швейцарии, Австрии, Западной Германии, Египте, Советском Союз (впервые в 1958).

## Награды
- 1950 — Национальная премия ГДР
- 1974 — Премия Роберта Шумана (за исполнение шумановского репертуара)